# La Mitis
La Mitis è una municipalità regionale di contea del Canada, localizzata nella provincia del Québec, nella regione di Bas-Saint-Laurent.
Il capoluogo è Mont-Joli.

## Città principali
- Métis-sur-Mer
- Mont-Joli